# Sedlec (district de Litoměřice)
Pour les articles homonymes, voir Sedlec.
Sedlec (en allemand : Sedletz) est une commune du district de Děčín, dans la région d'Ústí nad Labem, en République tchèque. Sa population s'élevait à 221 habitants en 2021.

## Géographie
Sedlec se trouve à 13 km au sud-ouest de Litoměřice, à 24 km au sud d'Ústí nad Labem et à 52 km au nord-ouest de Prague.
La commune est limitée par Chodovlice à l'ouest et au nord, par Úpohlavy au nord et à l'est, et par Slatina et Klapý au sud.

## Histoire
La première mention écrite du village date de 1057.

## Galerie

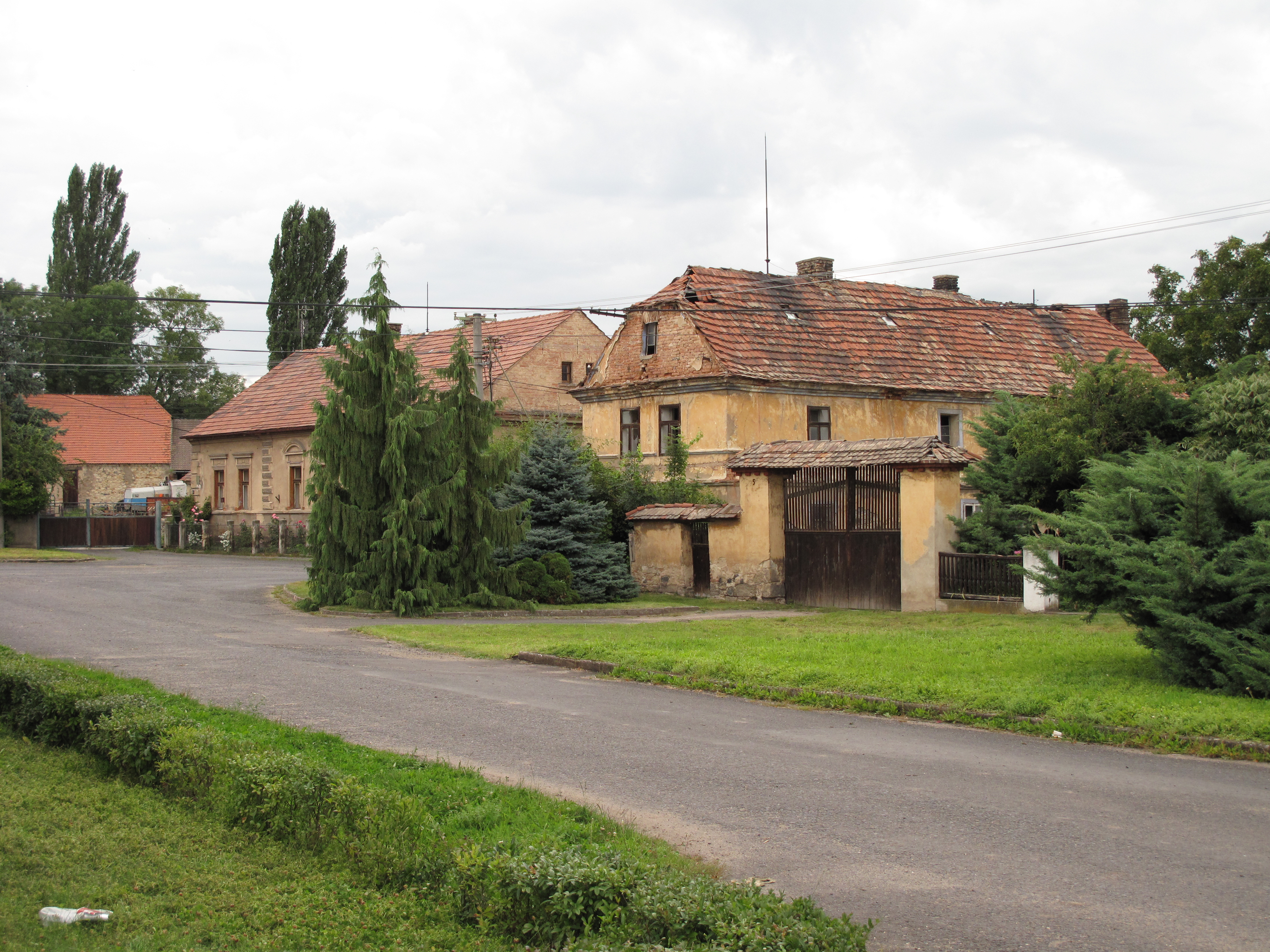
Centre de Sedlec.
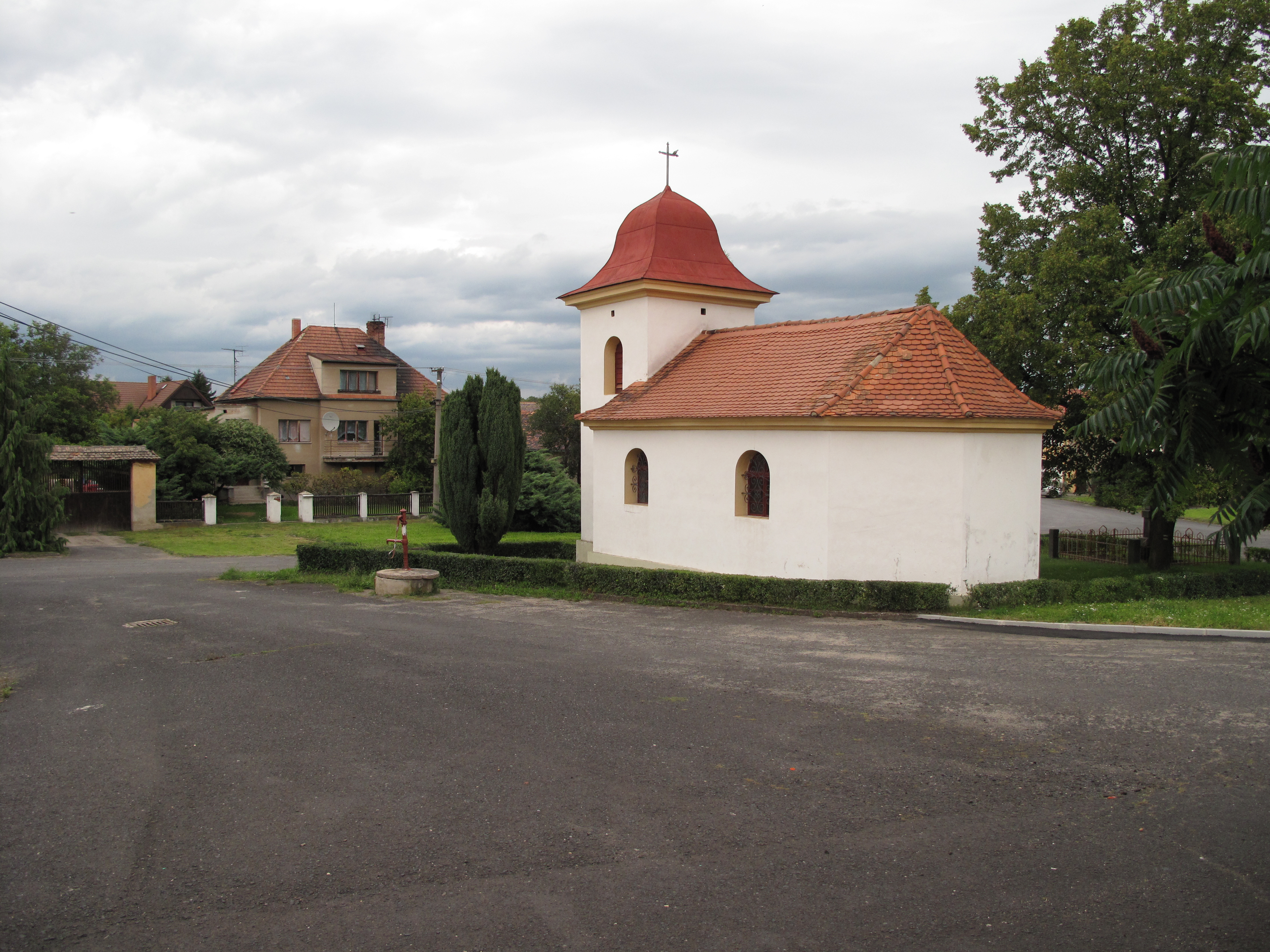
Chapelle à Sedlec.

## Transports
Par la route, Sedlec se trouve à 10 km de Lovosice, à 17 km de Litoměřice, à 31 km d'Ústí nad Labem  et à 69 km de Prague.